# علي شمس الدين بن الحسين حسام الدين
علي شمس الدين بن الحسين حسام الدين (توفي عام 1527) هو الداعي المطلق الثاني والعشرون للإسماعيليين الطيبيين عام 1527 م.

## الحياة
كانت فترة ولايته من أقصر فترات ولاية الدعاة، إذ استمرت أكثر من شهر. وكان خليفة للداعي الحادي والعشرين الحسين حسام الدين في المنصب الديني.